# Kentarō Itō
Kentarō Itō (伊藤 健太郎, Itō Kentarō), né le 3 janvier 1974 dans la ville de Hachiōji au Japon, est un seiyū (doubleur).

## Rôles notables
- Ayashi no Ceres (TV) : Yuuhi Aogiri
- Ai no Kusabi OAV Remake 2012 : Riki
- Beelzebub (TV): Hecadoth
- Bleach (TV, films et OAV) : Renji Abarai
- Blood+ (TV) : Akihiro Okamura
- Gilgamesh (TV) : Isamu Fujisaki
- Great Teacher Onizuka (TV) : Kamioka ; Noboru Saitou
- Hamtaro (TV) as Taishou-kun ; père de Kana
- Hikaru no Go (TV) : Tetsuo Kaga
- JoJo's Bizarre Adventure : Stardust Crusaders (TV) : N'Doul
- Kingdom (TV) : Kan Ki
- Kirara (OAV) : Konpei
- MÄR (TV) : Mister Hook
- Martian Successor Nadesico (TV) : Jun Aoi
- Nadesico: Prince of Darkness (film) : Jun
- Naruto (TV, OAV et film) : Choji Akimichi
- One Piece : Fukaboshi
- Samurai Champloo (OAV) : Mugen
- Shaman King (TV) : Nichrom
- Tokyo Ghoul (TV) : Kazuichi Banjou
- Junjou Romantica(TV) : Hiroki Kamijou